# Pavocosa
Pavocosa là một chi nhện trong họ Lycosidae.